# Astoria Line

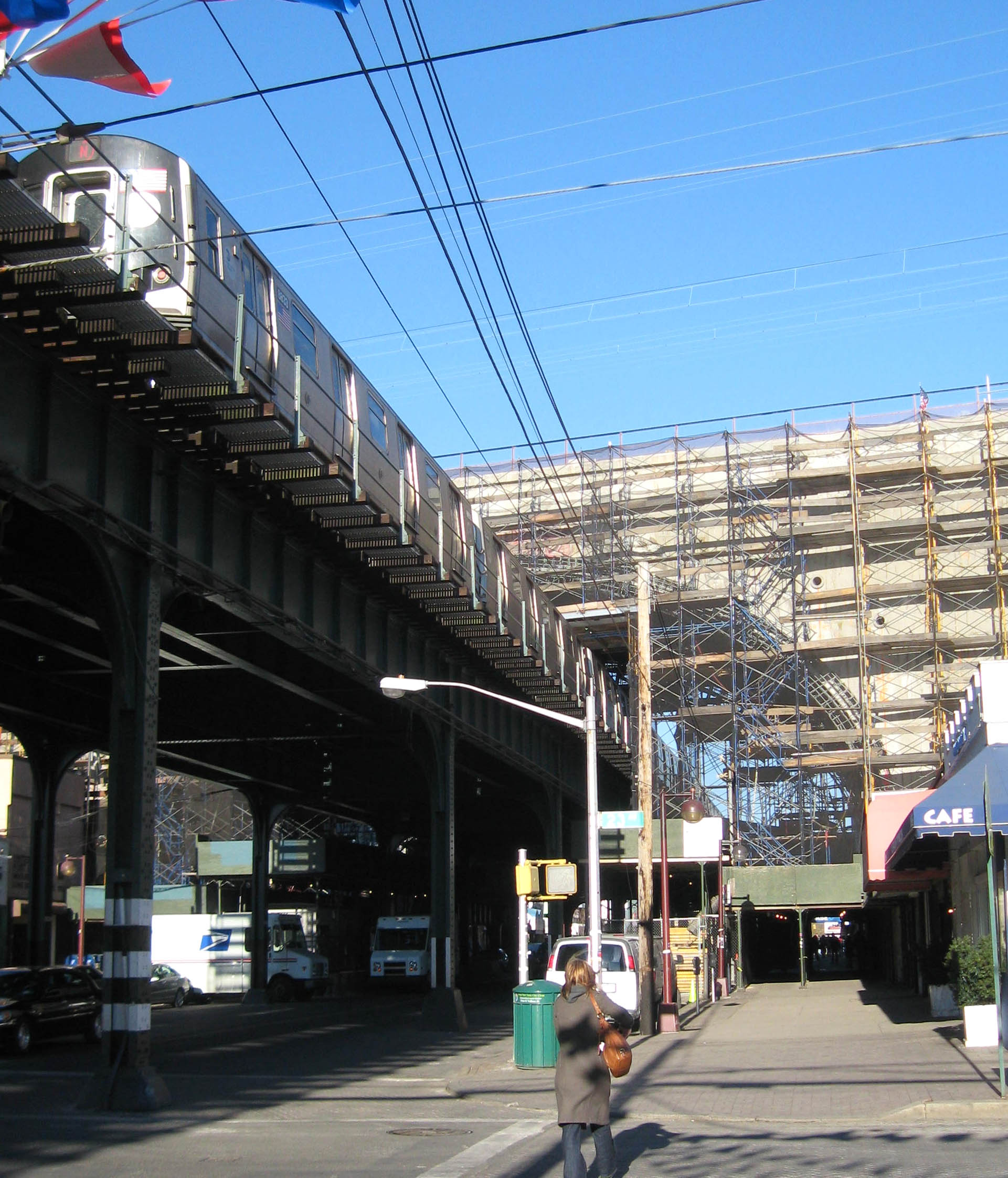
Het viaduct boven 31st Street aan het kruispunt met 23rd Avenue met op de achtergrond de brug van de New York Connecting Railroad, een vrachtspoorlijn.

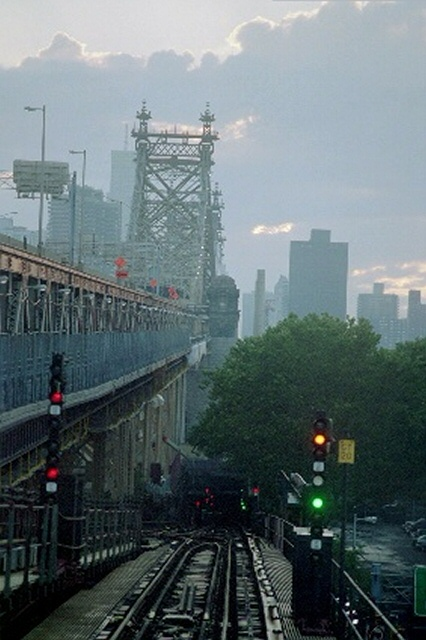
De sporen van de Astoria Line duiken naast de oprit naar de Queensboro Bridge de 60th Street Tunnel onder de East River in.

De Astoria Line is een metrolijntraject van de New York City Subway gelegen in de borough Queens van New York. De lijn doorloopt de wijk Astoria in Queens en volgt het traject van aan de terminus van de lijn in het noorden van de wijk zuidzuidwestwaarts langs 31st Street tot 31st Street uitmondt op Northern Boulevard, waar de lijn 200 m zuidelijker westwaarts Queens Plaza opdraait, midden in de wijk Long Island City. Queens Plaza ligt in het verlengde van de oprit naar de Queensboro Bridge.  De Astoria Line ligt niet aan het metrostation Queens Plaza maar aan het 100 m westelijker op de Plaza gelegen station Queensboro Plaza.
De stations langs de Astoria Line worden bediend door de N-trein, op weekdagen aangevuld met bediening door de W-trein. De Astoria Line sluit na de kruising met de East River via de 60th Street Tunnel die ook onder Roosevelt Island doorrijdt aan op het metronetwerk in Manhattan, en daar meer specifiek de Broadway Line.

## Geschiedenis
De Astoria Line werd gebouwd in 1917 met financiering van de Dual Contracts door de Interborough Rapid Transit Company (IRT), die de lijn evenwel gezamenlijk exploiteerde met de Brooklyn-Manhattan Transit Corporation (BMT). Hierbij werden treinwagons gebruikt die de smallere breedte hadden van de IRT-treinstellen tot 1949, toen de platforms aan de Astoria Line versmald werden zodat ze door de treinstellen van de BMT gebruikt konden worden. Vanaf dat jaar stopte ook de gemeenschappelijke uitbating van de lijn en werd de lijn expliciet een lijn van de B Division en gerefereerd als was het een lijn van de Brooklyn-Manhattan Transit Corporation (BMT).

## Stations
Met het pictogram van een rolstoel zijn de stations aangeduid die ingericht zijn in overeenstemming met de Americans with Disabilities Act van 1990.
| Station                       |  | Dienst | Opmerkingen |
| ----------------------------- |  | ------ | ----------- |
| Ditmars Boulevard-Astoria     |  |        |             |
| Astoria Boulevard             |  |        |             |
| 30th Avenue-Grand Avenue      |  |        |             |
| Broadway                      |  |        |             |
| 36th Avenue-Washington Avenue |  |        |             |
| 39th Avenue-Beebe Avenue      |  |        |             |
| Queensboro Plaza              |  |        | Overstap    |

 ·  ·  ·  ·  ·  ·  ·  ·  · 